# پروستاتیت مزمن/سندرم درد مزمن لگن
پروستاتیت مزمن/سندرم درد مزمن لگن (CP/CPPS)، که قبلاً به عنوان پروستاتیت مزمن غیر باکتریایی شناخته می‌شد، درد مزمن لگن و علائم دستگاه ادراری تحتانی (LUTS) بدون شواهدی از عفونت باکتریایی است. حدود ۲ تا ۶ درصد از مردان را مبتلا می‌کند. همراه با IC/BPS، سندرم درد مزمن لگنی اورولوژیک (UCPPS) را تشکیل می‌دهد.
علت آن ناشناخته است. تشخیص شامل رد سایر علل بالقوه علائم مانند پروستاتیت، هیپرپلازی خوش‌خیم پروستات، مثانه بیش فعال و سرطان است.
درمان‌های توصیه‌شده شامل درمان چندوجهی، فیزیوتراپی و استفاده آزمایشی از داروهای مسدودکننده آلفا یا آنتی‌بیوتیک‌ها در برخی موارد تازه تشخیص داده شده است. برخی شواهد از برخی درمان‌های غیر دارویی پشتیبانی می‌کنند.